# Condado de Wayne (Misuri)
El condado de Wayne (en inglés: Wayne County), fundado en 1818, es uno de 114 condados del estado estadounidense de Misuri. En el año 2008, el condado tenía una población de 12,652 habitantes y una densidad poblacional de 7 personas por km². La sede del condado es Greenville.

## Geografía
Según la Oficina del Censo, el condado tiene un área total de 2005 km² (774,1 mi²), de la cual 1971 km² (761 mi²) es tierra y 34 km² (13,1 mi²) (1.69%) es agua.

### Condados adyacentes
- Condado de Madison (norte)
- Condado de Bollinger (este)
- Condado de Stoddard (sureste)
- Condado de Butler (sur)
- Condado de Carter (suroeste)
- Condado de Reynolds (oeste)
- Condado de Iron (noroeste)

## Demografía
Según la Oficina del Censo en 2000, los ingresos medios por hogar en el condado eran de $29,166, y los ingresos medios por familia eran $34,727. Los hombres tenían unos ingresos medios de $26,241 frente a los $17,232 para las mujeres. La renta per cápita para el condado era de $16,852. Alrededor del 21.90% de la población estaban por debajo del umbral de pobreza.

## Transporte

### Carreteras principales
- U.S. Route 67
- Ruta 34
- Ruta 49

## Localidades
| - Cascade - Coldwater - Greenville - Hiram | - Leeper - Lodi - Lowndes - McGee | - Mill Spring - Patterson - Piedmont - Shook | - Silva - Wappapello - Williamsville - Mill Spring |

### Municipios
- Municipio de Cedar Creek
- Municipio de Cowan
- Municipio de Jefferson
- Municipio de Logan
- Municipio de Lost Creek (condado de Wayne)
- Municipio de Mill Spring
- Municipio de St. Francois
- Municipio de Williams